# 橘大五郎
橘 大五郎（たちばな だいごろう、1987年1月27日 - ）は、日本の俳優。大衆演劇劇団・橘菊太郎劇団の三代目座長。本名、諌山 大輔（いさやま だいすけ）。

## 経歴・人物
大分県出身。橘劇団の劇団員として子供の頃から演劇をして育つ。日舞の素養を踏まえた上品な女形として、早くから注目を集め、2011年に座長襲名。明るい人情劇、豪華なオリジナルショーなどを得意とする。九州演劇協会所属。2016年7月より九州演劇協会会長を務める。
北野武監督「座頭市」（2003年）の映画出演のほか、NHK「ごきげん歌謡笑劇団」などに出演。

## エピソード
面長でひげが濃いことを気にしており2014年10月に脱毛に通っている。
8.6秒バズーカーのファンで舞台で「ラッスンゴレライ」を披露したことがある。
ファン想いな一面があり、地震の際にはファンを心配した様子を自身のブログにアップしている。

## 出演

### 映画
- 座頭市（2003年）- おせい役[1]

### テレビドラマ
- 山村美紗サスペンス 名探偵キャサリン 旅芸人一座殺人事件（2004年8月2日、TBS）

### 舞台
- SAMURAI7（2010年）- ヘイハチ役

### その他
- 第60回NHK紅白歌合戦（2009年12月31日、NHK）北山たけしの応援として剣舞した。
- 第59回NHK紅白歌合戦（2008年12月31日、NHK）藤あや子　ゲスト出演。
- 「ごきげん歌謡笑劇団」（NHK）[1]

## 作品

### シングル
- 「時薬」「惚れたってことは」（2009年4月22日）[2]

### DVD
- 妖艶・七変化 橘大五郎（2009年4月22日）

## 書籍

### 写真集
- 橘大五郎写真集 IRO（2004年、扶桑社）
- 橘大五郎写真集 BLOOM（2007年、ブックマン社）

### 関連書籍
- 橘大五郎 DAIGORO（2003年、新紀元社）